# 苻双
苻双（？—368年），字仲群，五胡十六国前秦宗室，氐族，前秦第3代皇帝（天王）苻堅之弟，苻雄和苟夫人之子。
357年，前秦天王苻坚封弟弟苻融为阳平公，苻双为河南公，儿子苻丕为长乐公，苻暉为平原公，苻熙为广平公，苻睿为钜鹿公。360年，苻坚分司隶之地设置雍州，以苻双为都督雍、河、凉三州诸军事，征西大将军，雍州刺史，改封赵公，镇安定。征东大将军、并州牧、晋公苻柳，征西大将军、秦州刺史赵公苻双，全都和反叛的淮南公苻幼互通。苻坚考虑到苻双是自己的同母弟，苻柳是伯父苻健喜爱的儿子，没有追究。苻柳、苻双又与镇东将军、洛州刺史魏公苻廋，安西将军、雍州刺史燕公苻武谋划作乱。367年十月，苻柳占据蒲阪，苻双占据上邽，苻廋占据陕城（今河南省三门峡市西），苻武占据安定郡，全都起兵反叛苻坚。苻坚遣使劝谕他们，让他们各自咬梨交给使者，作为表示听从劝告的信物。苻柳、苻双、苻廋、苻武四人都没有照办。杨成世被赵公苻双的将领苟兴打败，毛嵩也被燕公苻武打败。苻坚又派武卫将军王鉴、宁朔将军吕光率兵三万讨伐苻双、苻武。368年四月，在吕光的建议下，苻坚军稳固二十多天，苟兴粮食耗尽后后退。苻坚军打败苟兴，又打败苻双、苻武，斩首擒获一万五千，苻武放弃了安定，和苻双全都逃奔到上邽。七月，王鉴等人攻下了上邽，斩杀了苻双、苻武，宽恕了他们的妻儿。后苻廋也兵败被赐死，苻坚赦免苻廋的七个儿子，让苻廋长子袭魏公，其余诸子封县公出继苻生等无后者。苟太后说：“苻廋与苻双全都反叛，惟独苻双没能设立后嗣，为什么？”苻坚说：“天下者，高祖（苻健）之天下，高祖之子不可以无后。至于仲群，不顾太后，谋危宗庙，天下之法，不可私也！”